# Malabar-Headland-Nationalpark
Der Malabar-Headland-Nationalpark (englisch: Malabar Headland National Park) ist ein Nationalpark an der Küste von New South Wales, Australien. Er liegt etwa 13 Kilometer südöstlich der Innenstadt von Sydney auf dem Gebiet der Local Government Area Randwick City beim Ort Malabar. Mit einer Fläche von 18 Hektar ist er der kleinste Nationalpark des Bundesstaats. 
Malabar Headland ist eine Landzunge und hat eine Größe von 1,77 km².

## Nutzung der Landzunge
Das Gebiet der Landzunge wurde seit der europäischen Besiedlung vor allem landwirtschaftlich genutzt. Später erstellten die Europäer Wohn- und Militärgebäude und betrieben auch Schieß- und Reitsport auf dem Gelände. Im Zweiten Weltkrieg wurde Malabar Headland zum Zweck einer militärischen Verteidigung befestigt. Die historischen Anlagen stehen heute unter Denkmalschutz. Auf der Halbinsel befindet sich auch ein großer Platz für Schießübungen, genannt ANZAC Rifle Range, der heute noch genutzt wird.

## Flora und Fauna
Auf der Landzunge ist eines der wenigen Gebiete im Süden von Sydney mit seiner ursprünglichen Landschaft, mit einem Bewuchs durch unterschiedliche Arten in Form von Banksien-Gebüschen, weitestgehend erhalten geblieben. Es gibt auch kleine Heidelandschaften und weitere Pflanzen, die an den Sandsteinklippen wachsen.
Im Nationalpark und auf der Halbinsel wurde eine Unterart der Langflügelfledermaus (Miniopterus schreibersii oceanensis) nachgewiesen, des Weiteren Graukopf-Flughunde (Pteropus poliocephalus), Erdsittiche (Pezoporus wallicus  wallicus),  Ruß-Austernfischer (Haematopus fuliginosus) und der stark gefährdete Goldbauchsittich (Neophema chrysogaster).

## Sonstiges
Durch den Nationalpark führen Wanderwege. Die Klippen aus Hawkesbury-Sandstein fallen senkrecht in die See ab und bieten spektakuläre Ausblicke.
Der Malabar-Headland-Nationalpark wird vom La Perouse Local Aboriginal Land Council verwaltet.